# Варапајева
Варапајева или Воропајево (блр. Варапаева; рус. Воропаево) насељено је место са административним статусом варошице (городской посёлок) у северозападном делу Републике Белорусије, односно у западном делу Витепске области. Административно припада Паставском рејону. 
Варошица се налази око 135 km северно од главног града земље Минска и двадесетак километара источно од рејонског центра града Паставија. Насеље се у писаним документима по први пут помиње тек 1880, а на привредном значају добија тек након што је кроз њега прошла железница 1896. године. Административни статус вароши има од 1958. године. 
Према проценама из 2010. у вароши је живело 2.800 становника. 